# Ҳ
Kha với nét gạch đuôi (Ҳ ҳ, chữ nghiêng: Ҳ ҳ) là một chữ cái trong bảng chữ cái Kirin. Trong Unicode, chữ cái này được gọi là "Ha với nét gạch đuôi". Hình dạng của nó bắt nguồn từ chữ cái Kirin Kha (Х х Х х).
Kha với nét gạch đuôi được sử dụng trong bảng chữ cái của các ngôn ngữ sau:
| Ngôn ngữ   | Phát âm | Thứ tự trong bảng chữ cái | Latinh hóa                 | Ghi chú                                                            |
| ---------- | ------- | ------------------------- | -------------------------- | ------------------------------------------------------------------ |
| Abkhaz     | /ħ/     | 40                        | h                          |                                                                    |
| Karakalpak | /h/     | 31                        | h                          | Cho đến năm 2016, khi một bảng chữ cái Latinh mới được giới thiệu. |
| Shughni    | /h/     | 36                        | h                          |                                                                    |
| Tajik      | /h/     | 28                        | h                          |                                                                    |
| Uzbek      | /h/     | Cuối cùng                 | h                          | Cho đến năm 1992, khi một bảng chữ cái Latinh được giới thiệu.     |
| Wakhi      | /h/     | 35                        | h (chữ Latinh tương đương) |                                                                    |

## Các chữ cái liên quan và các ký tự tương tự khác
- Ⱨ ⱨ: Chữ Latinh H với nét gạch đuôi
- Ĥ ĥ: Chữ Latinh H với dấu mũ

## Mã máy tính
| Kí tự               | Ҳ                                         | Ҳ                                         | ҳ                                       | ҳ                                       |
| ------------------- | ----------------------------------------- | ----------------------------------------- | --------------------------------------- | --------------------------------------- |
| Tên Unicode         | CYRILLIC CAPITAL LETTER HA WITH DESCENDER | CYRILLIC CAPITAL LETTER HA WITH DESCENDER | CYRILLIC SMALL LETTER HA WITH DESCENDER | CYRILLIC SMALL LETTER HA WITH DESCENDER |
| Mã hóa ký tự        | decimal                                   | hex                                       | decimal                                 | hex                                     |
| Unicode             | 1202                                      | U+04B2                                    | 1203                                    | U+04B3                                  |
| UTF-8               | 210 178                                   | D2 B2                                     | 210 179                                 | D2 B3                                   |
| Tham chiếu ký tự số | &#1202;                                   | &#x4B2;                                   | &#1203;                                 | &#x4B3;                                 |